# São Tomé (caracca)
La caracca São Tomé andò persa per naufragio nel marzo 1589 lungo le coste del Natal mentre navigava sulla Carreira da Índia.

## Storia
La caracca Sao Tome salpò dal porto indiano di Cochin, in India, il 15 gennaio 1589, al comando di Estevao da Veiga, diretta in Portogallo sulla Carreira da Índia. Essa faceva parte di una flotta portoghese carica di tonnellate di tesori composta anche dalle caracche Santa Maria, che salpò il 1° del mese, Nossa Senhora de Concepcion, che salpò il 6, e il São  Cristoforo e il São Antonio, che salparono entrambe il 10, e la Santa Cruz, nella quale era imbarcato il famoso storico olandese Jan Huygen van Linschoten, che salpò il giorno 20.
Il carico trasportato rendeva la caracca una delle navi più ricche mai salpate dall'India, ma essa si trovava era in cattive condizioni generali, a causa della corruzione dilagante.
Mentre la nave si trovava a est del Madagascar, alla latitudine di 26° sud, il 12 marzo si aprirono delle vie d'acqua nel fasciame sia a prua che a poppa. Per trovare le infiltrazione d'acqua l'equipaggio rimosse parte della struttura portante, causando così un cedimento strutturale nella parte poppiera. Alla fine la falla venne riparata usando un calafataggio a base di pasta di riso ricoperta da cerotti di piombo.
Il 14 marzo, alla latitudine 32° 30' sud, una burrasca da sud-est causò la ripresa delle infiltrazioni tra il fasciame, con l'acqua che ben presto riempì le stive e con le casse di merci che andando alla deriva nell'acqua provocavano gravi danni ogni volta che la nave si muoveva tra le onde. Per tutto il giorno successivo, e poi nella notte, tutti i membri dell'equipaggio, gentiluomini, e membri di ordini religiosi, lavoravano alle pompe di sentina nel tentativo di contenere l'infiltrazione dell'acqua. Il suo livello, tuttavia, continuò a salire fino a quando a causa dell'intasamento delle pompe di sentina dovuto al pepe convinse il capitano dell'imminente perdita della nave. Da allora in poi le persone presenti a bordo si batterono per ottenere un posto nella scialuppa di salvataggio, mentre quelle rimaste, sapendo che la morte sarebbe potuta arrivare in qualsiasi momento, chiesero a frate domenicano Antonio do Rosario, di ascoltare le loro confessioni, cosa che continuò a fare fino al mattino seguente. Al tramonto del 16 marzo 1589 fu avvistata la terra, e la mattina dopo 104 tra ufficiali, membri dell'equipaggio, ricchi passeggeri, appartenenti al clero e alcuni schiavi presero l'unica scialuppa e abbandonarono la nave, lasciando la caracca al suo destino. Una di loro, Joanna de Mendoca, una vedova, si recava in Portogallo per entrare in un convento, e dovette lasciare sulla nave una bambina di due anni. Frate Nicolas del Rosario, domenicano, si rifiutò di abbandonare la nave, credendo sbagliato che quelli lasciati a bordo dovessero essere senza consolazione spirituale. Fu persuaso a fatica, dopo che la barca si fu staccata dalla caracca, a saltare fuori bordo e nuotare fino ad essa. La scialuppa risultava troppo carica, essendo quasi a pelo d'acqua, e il primo atto dei marinai fu quello di gettare fuori bordo sei persone incuranti della loro sorte.
Non potendo fare alcun progresso a causa della corrente contraria, all'approssimarsi della mattina la scialuppa si trovava ancora nelle vicinanze della nave, e alcuni dei marinai colsero l'occasione per salire nuovamente a bordo e procurarsi alcune armi e provviste. Durante la notte avevano potuto vedere molte luci sulla nave, che erano candele accese, mentre le persone rimaste a bordo andavano in processione, pregando e raccomandandosi a Dio.
All'alba, quelli sulla nave si rivolsero alle persone sulla scialuppa con forti grida e lamenti, implorando pietà, con i ponti della São Tomé quasi inondati e la gente resa pazza dalla paura della morte che la aspettava, mentre gli schiavi si erano radunati a poppa e pregavano intorno a un quadro di Nostra Signora. Alle dieci la nave affondò improvvisamente, senza alcun superstite tra quelli ancora a bordo. Secondo il capitano della caracca, che fu tra i sopravvissuti, la nave affondò a meno di 8 leghe dalla baia di Santa Lucia.
A causa delle armi e delle provviste appena prelevate dalla nave altre sei persone vennero gettate fuori bordo dalla scialuppa. Queste includevano un uomo debole di cuore che aveva rinunciato all'incarico di fattore a Ceylon, e un mercante di cavalli che prima consegnò a padre Nicolas del Rosario una quantità di gemme non tagliate e diecimila cruzados, da dare ai suoi eredi. La scialuppa raggiunse la terra il 22 marzo 1589 presso la Terra dos Fumos, tra Capo Santa Lucia e la baia di Delagoa.
Il giorno successivo gli occupanti, in numero di novantotto, partirono per raggiungere Lourenço Marques, guidati da un padre francescano e con un crocifisso come insegna.
Joanna de Mendoca si tagliò i capelli e poi indossò l'abito di una monaca francescana, in modo che se fosse morta durante il viaggio il suo desiderio avrebbe potuto essere in parte soddisfatto.
Una banda di indigeni attaccò successivamente il gruppo di sopravvissuti, i quali spararono con i moschetti facendoli fuggire tra i cespugli. I naufraghi transitarono in villaggi indigeni, dove furono accolti benevolmente, con la popolazione che cercò di prestare loro soccorso. Presto raggiunsero il territorio degli Inhaca, vicino a alla baia di Delagoa, dove furono trattati bene. In cambio diedero al re un pezzo di stoffa lavorata in oro, una sbarra di ferro e a bacino di rame.
Il gruppo dei naufraghi ora occupava l'isola degli Elefanti, ma soffrirono tanto di febbre e di mancanza di cibo che decisero di attraversare la baia per raggiungere la terraferma a nord su piccole imbarcazioni.
Tutti, tranne pochi che sarebbero stati portati via successivamente, attraversarono la baia, tra cui il nobile Bernardim de Carvalho, un "nobile virtuoso", che mosso dalla pietà per Doña Joanna l'aveva presa sotto la sua protezione aiutandola come poteva.
De Carvalho fu lasciato indietro, e dopo la sua morte venne sepolto nella nuda terra con una croce di legno a segnare il luogo dove giaceva la salma.
Alcuni del gruppo decisero di andare a piedi a Sofala, mentre altri aspettarono l'arrivo di un "pangayo", una piccola nave mercantile, da quel porto, a cui erano stati inviati messaggeri nativi per richiedere assistenza.
Coloro che rimasero sul posto furono trattati abbastanza bene dal capo dei nativi e dal suo popolo, in quanto essi sapevano che, una volta arrivati i soccorsi, sarebbero stati ben pagati per tutti. Con l'arrivo del "pangayo" i sopravvissuti vennero evacuati verso il Mozambico, ma nel frattempo si erano verificate altre morti a causa delle febbri. Tra questi Dom Paul de Lima,la cui moglie, Doña Brites, rimase con lui fino alla fine. Il suo corpo venne deposto in una tomba sotto alcuni alberi, senza altro velo che i poveri vestiti insudiciati con cui era scampato al naufragio della nave. Sua moglie si rifiutò di lasciare lì la salma, e successivamente la fece traslare a Goa, dove furono sepolti nella parete di una cappella nella Chiesa di San Francesco.
Anche Donna Joanna de Mendoca sopravvisse e ritornò a Goa, dove si ritirò in una casa di Nostra Signora del Capo, vestita con l'abito delle suore francescane.
Frate Nicolas del Rosario era stato uno di quelli che erano andati a piedi Sofala, dove trovò fondata una casa del suo stesso Ordine.
Da lì, nel 1592, si recò in Mozambico e poi a Tete, un forte portoghese sulle rive del fiume Zambesi. Era appena arrivato che una spedizione portoghese si proponeva di attaccare gli "Zimba, o Muzimbas", un "esercito nomade di Kaffir", che si era diffuso come un "flagello di Dio" sulla zona di influenza portoghese distruggendo ogni cosa con una brutalità maggiore di quella delle bestie feroci.
Gli Zimba, o Muzimba erano cannibali.
Frate Nicolas si unì alla spedizione contro di loro per amministrare i sacramenti, ma gli Zimba tesero loro un'imboscata e praticamente distrussero il corpo di spedizione portoghese. Frate Nicolas fu gravemente ferito, e portato via dal nemico venne legato a un albero e ucciso con le frecce. I suoi rapitori poi lo mangiarono.
Non ci sono elementi utili sul luogo dove sia sbarcata la scialuppa, dalla baia di Santa Lucia al lago Sibhayi, e nessuno sa dove sia affondato il São Tomé.  La descrizione del naufragio della caracca São Thomé si trova nella Relaçaǒ do Naufrágio da Nau São Tomé na Terra dos Fumos, no anno 1589 di Diogo do Couto, edito nel 1736.

### Annotazioni
1. ↑  In seguito Doña Brites ritornò in Portogallo dove si risposò a Oporto.

### Fonti
1. 1 2 3 4 5 6  Mackeurtan 1930, p. 25.
2. 1 2 3  eThembeni Cultural Heritage.
3. 1 2 3 4 5 6 7 8  Treasurenet.
4. 1 2 3 4 5 6 7 8 9  Mackeurtan 1930, p. 26.
5. 1 2 3 4 5 6 7  Mackeurtan 1930, p. 27.
6. 1 2 3 4 5 6 7 8 9  Mackeurtan 1930, p. 28.
7. 1 2 3 4  Mackeurtan 1930, p. 29.